# Brystkræft
Brystkræft er kræft, der udgår fra brystets væv, oftest fra brystets udførselsgange, og er med omkring 4.800 årlige tilfælde i Danmark den hyppigste form for cancer hos kvinder. Det er særligt kvinder over 40 år, der rammes af brystkræft, men yngre kvinder rammes også, og der er hos disse kvinder ofte en genetisk komponent. Omkring 40 mænd diagnosticeres med brystkræft hver år i Danmark.
Årsagen til brystkræft er som regel ikke kendt, men en lang række faktorer øger risikoen derfor. Af risikoforøgende faktorer kan blandt andet nævnes: ung alder ved første menstruation, høj alder ved første fødsel, natarbejde, sen overgangsalder, østrogenbehandling efter overgangsalderen, overvægt efter overgangsalderen, fysisk inaktivitet, brystkræft i familien og mutationer i BRCA1- og BRCA2-gener. Derimod synes antallet af fødsler, ung alder ved første fødsel og amning at nedsætte risikoen for brystkræft.
Kvinder med genetisk disposition til brystkræft er ofte bærere af mutationer i BRCA1- eller BRCA2-gener og har op mod 80% livstidsrisiko for at udvikle brystkræft og/eller kræft i æggestokke.
På verdensbasis er det den mest udbredte kræftform blandt kvinder, og den rammer omkring ti procent af alle kvinder i den vestlige verden.

## Udredning for brystkræft
De fleste kvinder, der er i udredning for brystkræft, retter første henvendelse til læge ved erkendelse af en følbar knude i brystet. Derefter indleder lægen sin undersøgelse af udredning for brystkræft, som typisk foregår i tre trin, benævnt tripletesten:
1. Klinisk undersøgelse: en læge inspicerer og palperer brystet og lymfeknuder.
2. Billeddiagnostik: mammografi og eventuelt ultralydscanning af brystet.
3. Biopsi (vævsprøve).

## Prognose og behandling
Behandlingen af brystkræft omfatter først og fremmest operation, hvor enten hele tumoren samt en del af brystet (lumpektomi) skæres ud, eller sjældnere hvor hele tumoren samt hele brystet (mastektomi) fjernes. Derefter kræves ofte strålebehandling, kemoterapi, anti-hormonbehandling, antistoffer og bisfosfonater og/eller en kombination af de forskellige behandlinger. Behandlingen af brystkræft har de seneste par år gennemgået en epokegørende forandring, hvilket nu betyder, at 90 procent er i live fem år efter diagnosen. Efter 5-10 år er risikoen for at dø af cancer væsentlig mindre, så den næsten tilsvarer resten af befolkningens risiko.
Som følge af screening og bedre behandlingsmetoder kan over 70 procent af patienter med brystkræft i dag tilbydes en brystbevarende operation, en såkaldt lumpektomi, hvor tumoren og en tilstødende bræmme af normalt brystvæv på mindst 5 mm skæres ud. En lumpektomi ledsages af strålebehandling af det bevarede brystvæv.